# Guigó I d'Albon
Guigó I d'Albon el Vell o Vetus dit també a vegades el delfí, nascut vers l'any 1000, mort el 22 d'abril de 1070 a Cluny, va ser comte a l'Oisans, Grésivaudan i Briançonnais. Era fill d'un Guigó d'Albon i d'una Gotelana de Clérieux. La història «oficial» de Georges de Manteyer n'havia fet el primer Delfí, fins i tot si aquest qualificatiu no apareix fins a un segle més tard.
Certes recerques històriques recents el mostren com un noble ambiciós que va estendre el seu domini entre el Roine i els colls alpins: des de 1016, es va fer anomenar comte en una carta en relació amb béns que posseïa a Moirans. Seguidament se'l troba com a propietari a Champsaur (1027), a Oisans també amb el títol de comte (1035), a Gresivaudan (cap a 1050), al Briançonnais (cap a 1053) i a la vall d'Oulx (1070). Des de 1035, la dignitat comtal sempre li apareix associada.
No se sap com els Guigons havien pres possessió d'aquestes terres, però la seva potència naixent els permet ja imposar al segle xi membres de la seva família com a bisbe i, per tant, de saquejar i d'alienar els béns d'església en el seu benefici: l'oncle de Guigó fou bisbe de Grenoble on va succeir a Isarn. L'episcopat passarà llavors al seu cosí Mallen. El seu germà fou bisbe de Valença i l'arquebisbat de Viena, el càrrec eclesiàstic més prestigiós de la província, estava a les mans d'un cosí per aliança.
Al llarg del segle xi, dins la família era sempre el fill gran, dit Humbert, qui estava destinat a fer-se bisbe; el segon fill, sempre es deia Guigó i estava destinat a heretar els béns laics. Mallen fou sens dubte el que va sistematitzar la transferència dels béns d'església cap al seu cosí Guigò. Els altres senyors laics no semblen en mesura d'oposar-se a la política d'expansió de Guigó.
Al final de la seva vida, Guigó es va retirar a Borgonya a Cluny on va morir el 1070 (abans es donava com a data de la seva mort el 1063).
S'havia casat amb una Adelaida, que sembla de la família dels comtes de Torí, i va tenir almenys un fill, Guigó II, que el succeirà.